# Từ Băng
Từ Băng (徐冰, Xubing) sinh năm 1955, một nghệ thuật gia hiện đại của Trung Quốc, hiện đang sinh sống tại Hợp chúng quốc Hoa Kỳ.

## Tiểu sử
Ông sinh ra ở Tứ Xuyên, lớn lên và trưởng thành tại thủ đô Bắc Kinh. Năm 1975, ông về quê sinh sống hai năm trong thời kỳ Cách mạng văn hóa. Năm 1977 ông thi vào Học viện Mỹ thuật Trung ương, lấy được tấm bằng Thạc sĩ mỹ thuật. Năm 1990, ông di cư sang Hoa Kỳ, hiện đang ở Brooklyn (New York).
Ông là chủ nhân giải thưởng Mac Arthur (Mac Arthur Foundation), giải thưởng Genius tại Hoa Kỳ vào tháng bảy 1999. Giải thưởng đã được trao cho ông vì khả năng dùng Thư pháp và Quốc Họa thể hiện được khả năng trực quan, cảnh giới tư duy độc đáo, cống hiến cho xã hội những sáng tác quan trọng. Năm 2003, ông vinh hạnh đoạt giải thưởng Văn hóa Á Châu Fukuoka.

## Hoạt động và hình tích
Vào thời kỳ Cải cách Văn hóa, Từ Băng dùng các phương pháp giải cấu và trùng cấu chữ khối vuông, sáng tạo ra một trường phái chữ Hán với lối viết tân kỳ. Trong vòng 3 năm, ông đã câu lặc và trùng cấu được hơn 4000 chữ Hán mới bí hiểm, không ai có thể đọc hiểu nổi, vận dụng nó vào các tác phẩm như: Tích Thế Giám (析世鉴), hay còn gọi là Thiên Thư (天书), một tác phẩm lớn đến 300m vuông, toàn là dạng chữ Hán hình thù kỳ quặc, khó hiểu. Tác phẩm này được trưng bày lần đầu tiên tại Bắc Kinh năm 1989.
Năm 1989, tác phẩm Thiên thư đoạt được giải nhất quỹ Hoắc Anh Đông, cùng năm với sự kiện Thiên An Môn. Tác phẩm này cũng vướng vào rất nhiều tai tiếng. Năm 2002, từ nước ngoài về quê hương Trung Quốc, ông tham gia Triển lãm mỹ thuật đương đại Quảng Châu lần thứ nhất và triển lãm Thượng Hải. Trong những năm tha hương, năm 1993, ông đã đem tác phẩm Thiên thư của mình trưng bày ở một số triển lãm, từ đó mở ra cơ hội tham gia rất nhiều triển lãm tầm thế giới khác. Tác phẩm Thiên thư thực sự đã trở thành một đề tài sáng tạo được giới bình luận mỹ thuật phương Tây nghiên cứu và đánh giá cao.
Thiên thư là tác phẩm "giả Hán tự" đầu tiên của Từ Băng, là nguồn cảm hứng cho lối "Chữ Anh Văn khối vuông" sau này. Từ năm 1996, ông bắt đầu xu hướng triển lãm mở, với mặt bằng rộng, cùng khán giả thưởng lãm sáng tác tại chỗ. Thậm chí tại Hoa Kỳ ông còn sáng tạo ra hệ thống giảng dạy Thư pháp tiếng Anh hiện đại, tham giảng mỹ thuật ở nhiều trường mỹ thuật, đem chữ Hán giao lưu với nhiều nền văn hóa khác.